# Brezovica (Záhřeb)

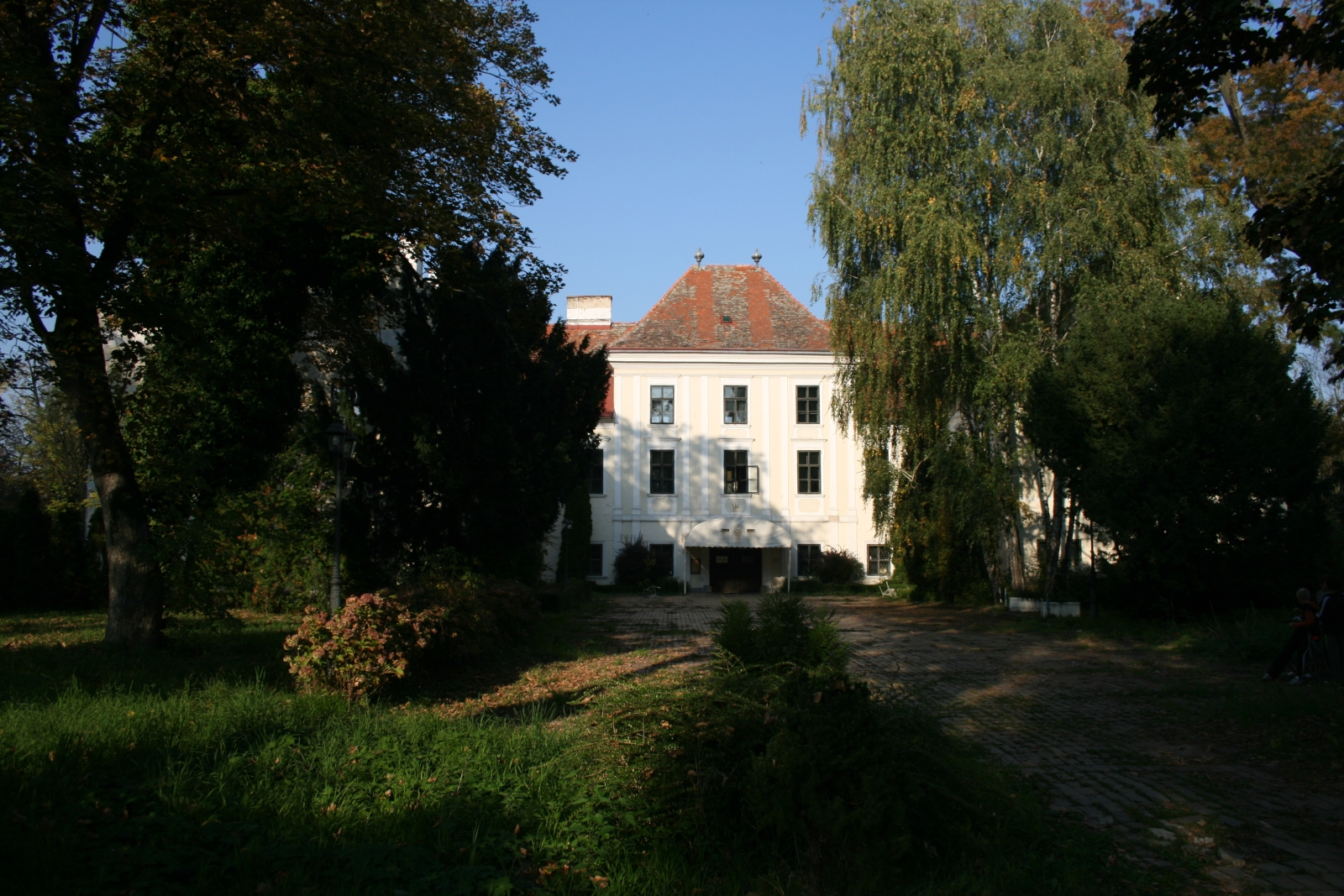
Zámek v Brezovici

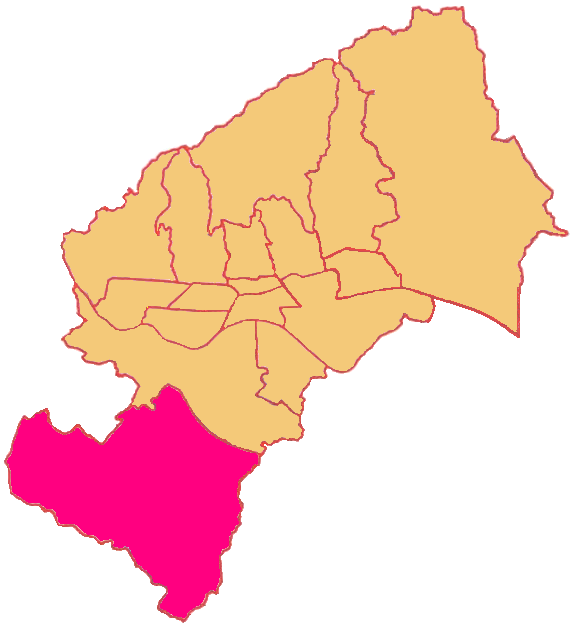
Mapa umístění

Brezovica je jednou z menších částí Záhřebu, hlavního města Chorvatska. Je okrajovou částí metropole a též i jejím nejjižnějším výběžkem.
Ze severu ji ohraničuje obchvat Záhřebu; hlavní dálniční spoj zajišťující propojení významných chorvatských dálnic v jižní části Záhřebu, z ostatních stran pak Záhřebská župa. Území Brezovice je především vesnického charakteru; na rozdíl od nedalekého Nového Záhřebu zde nebyla vybudována sídlištní zástavba. Pamětihodnostmi této čtvrti jsou kostel a zámeček.
Poprvé je Brezovica připomínaná v listině z roku 1277. Ve 14. století se zde měl nacházet již první kostel, později zde vznikl i barokní. Ve 20. století pak docházelo k územním změnám. Nejprve v roce 1952 připadly některé části tehdejšího území obce Záhřebu, roku 1967 pak byla Brezovica začleněna pod město celá.
Správním střediskem čtvrti je vesnice Brezovica, největším sídlem je však Kupinečki Kraljevec.